# Seloutky
Seloutky (hanácky Selótke) jsou obec v okrese Prostějov v Olomouckém kraji. Žije zde 529 obyvatel.
Ve vzdálenosti pět kilometrů severovýchodně leží město Prostějov, osmnáct kilometrů jižně město Vyškov, 21 kilometrů jihovýchodně město Kojetín a 22 kilometrů severovýchodně statutární město Olomouc.

## Poloha
Rozkládají se východně od posledních výběžků Drahanské vrchoviny, na západním okraji Hornomoravského úvalu, v Prostějovské kotlině. Střed obce leží v nadmořské výšce 256 metrů, nejvyšším bodem katastru je vrchol Chlumu s nadmořskou výškou 420 metrů. Poloha místa je poměrně nenápadná, vhodná k osídlení s rozhledem do širokého okolí.
Při dobré viditelnosti lze vidět Jeseníky, Oderské vrchy, Moravskou bránu, Beskydy, Chřiby, Hostýnské a Vsetínské vrchy, z objektů pak baziliku na Svatém Kopečku u Olomouce, kostel v Dubu na Moravě a tovačovský zámek.
Katastr obce má rozlohu 716 ha, z toho 282 ha připadá na lesy, 362 ha na ornou půdu, 20 ha na zahrady, 4 ha na ovocné sady, 20 ha na travní porost, 7 ha na zastavěnou plochu a 21 ha na ostatní. Jedinou vodní plochou je rybníček v Kozencích. Seloutky sousedí na západě s katastrem obce Krumsín, na jihu Určic a Alojzova, na severu Mostkovic, Čechovic a Krasic a na východě Žešova.

## Název
Vesnice se zprvu jmenovala Selutice, jak ukazují nejstarší doklady ze 14. století. Výchozí tvar Selutici byl odvozen od osobního jména Selut a znamenal "Selutovi lidé". Koncem 14. století se název vesnice zdrobnil na Selítky (součástí změny byla pravidelná změna u > i po měkkých souhláskách). V 18. století se objevil nářeční tvar Selútky (během 18. století užívaný souběžně se Selítky), pozměněný v 19. století na spisovné Seloutky.

## Historie

### Starší dějiny
První písemná zmínka o Seloutkách pochází z roku 1325. Další zmínka je z roku 1339, kdy ženský augustiniánský klášter sv. Jakuba v Olomouci dostal od Urbana z hradišťského kláštera dva hřivny platu v Seloutkách. Až o více než století později pochází záznam o tom, že Jan Děvečka z Herštejna postoupil roku 1493 své dědictví v obci s pustou tvrzí a dvorem v Kloboučkách Vratislavovi z Pernštejna, který tak Seloutky na dlouhou dobu připojil k plumlovskému panství Pernštejnů. I později jsou písemné zmínky o existenci obce poměrně stručné. Tak roku 1518 hajný Jež ze Seloutek koupil v Prostějově dům „U zeleného stromu“. Byl prvním známým majitelem později vzniklé likérky Starorežná Prostějov. V roce 1538 se obec stala vlastníkem stříbrného, silně pozlaceného kalicha, ale o jeho původu není nic známo. K roku 1558 dovolil Vojtěch z Pernštejna vysadit nad vsí vinohrady a 29. května 1582 Jan a Jakub Machničtí ze Seloutek obdrželi vladyctví. Ve znaku měli v červeném poli bílého vzpínajícího se koně na zeleném trávníku.
Pernštejnové roku 1599 Seloutky prodali Lichtenštejnům, kterým obec patřila až do zániku poddanství do roku 1848, lesy až do října roku 1931. Po třicetileté válce byla obec téměř liduprázdná (v roce 1649 žilo v obci podle odhadu pouze 36 obyvatel). Roku 1670 byla postavena kaplička sv. Vavřince na svahu nad obcí, dnes na tomto místě stojí dům čp. 106. Pečeť byla obci udělena roku 1668 a roku 1777 (možná již v roce 1771) bylo provedeno první číslování domů, v obci tehdy bylo 39 obytných domů – čísel, přičemž je v tom započítán také jeden grunt z Žešova (druhé číslování pak proběhlo roku 1880). Proběhly také další církevní stavební realizace, kdy byl v roce 1794 u silnice postaven kamenný kříž, v roce 1802 kaple Nanebevzetí Panny Marie a roku 1836 kaple sv. Šebestiána ve vinohradech. O tři roky dříve obec postihl požár, při kterém shořelo devět domů. Seloutky se rozšířily roku 1846, když nim byla připojena osada Alojzov. Roku 1865 byl učiněn pokus dolovat uhlí pod dnešní Všetičkovou skálou, avšak bez úspěchu. Až do roku 1896, kdy byla vybudována silnice do Prostějova, do obce vedly pouze neupravené polní cesty.

### Seloutky za Československa
Roku 1922 se osada Alojzov zase od Seloutek odloučila. Téhož roku byla dokončena silnice do Určic, stavba se vlekla už od roku 1915, a v listopadu o rok později začal do obce dojíždět autobus. O další rok později byla vybudována silnice do Domamyslic, současně zde byl založen sbor dobrovolných hasičů. K 19. prosinci 1925 byla na návsi a v některých domech zavedena elektřina (první jednání o zavedení elektrického proudu do obce proběhlo již v roce 1914, ale první světová válka realizaci přibrzdila o více než 10 let). V roce 1928 se konal první sjezd rodáků, při němž byl odhalen pomník padlých. O rok později krutá zima zničila mnoho ovocných stromů v okolí obce a v roce 1931 došlo k vybudování nové radnice.
Po druhé světové válce, která v Seloutkách nezanechala žádné škody, byla roku 1951 zřízena v čp. 12 obecní prádelna a roku 1956 založeno JZD Seloutky. První televizor se v obci objevil v roce 1957 a také se zde 2. února o rok později konalo první filmové představení, na sále MNV byl tehdy promítnut film Jan Hus. Promítalo se pak pravidelně každou neděli 2x, netrvalo to však dlouho, poslední pravidelné filmové představení se uskutečnilo již roku 1962. V rámci rozvoje obce byla roku 1958 postavena váha na návsi a drůbežárna na Kopaninkách, roku 1962 zahájena výstavba kravína, základ farmy Seloutky, a také vybudováno dětské hřiště. Nicméně v roce 1964 byly Seloutky správně přičleněny pod Určice, došlo také ke sloučení družstev, čímž vzniklo „JZD Budovatel Určice“. První ženou v čele spojené obce se roku 1976 stala předsedkyně občanského výboru Vlasta Piňosová.

### Znovu samostatná obec
V letech 1994–2004 bylo postaveno mnoho nových rodinných domů, nejvíce kolem cesty do Vinohradů a v úseku hřiště – Horna. Větší část místních komunikací vesnice byla opravena. V některých částech byly také zbudovány nové chodníky, na úseku Domamyslická byla vybudována dešťová kanalizace a byla postavena opěrná zeď. Obecní úřad se také snaží zlepšovat životní prostředí, průběžně vysazuje lesní i ovocné stromy a keře. Celý rok 1996 se nesl ve znamení plynofikace obce. Investiční akce měla rozpočet 3 500 000 Kč, přípojky k jednotlivým domům si hradili občané z vlastních zdrojů. Akce byla zahájena na konci měsíce března a ukončena na počátku srpna. Rok 1997 byl ve znamení budování vodovodu. Obec si na provedení této akce zapůjčila u ČS spořitelny částku 3 000 000 Kč. Výstavba byla dokončena v měsíci květnu a na vodovod bylo toho roku napojeno 124 domácností, plyn mělo zavedeno 140 domácností.
Také kaple doznala výrazných změn a je postupně opravována. Nejdříve byl vyměněn poškozený zvon (nový zvon má hmotnost 50 kg, průměr 57 cm a výšku 60 cm) a bylo instalováno automatické vyzvánění. Na podzim 2004 byla provedena oprava stavby kaple, budova má novou střechu a krovy. Od doby, kdy nastoupil na určickou faru páter Jan Jiříček, slouží se zde každou neděli ráno bohoslužby a také si zde mladé rodiny nechávají křtít své děti. V roce 2003 obec získala právo používat obecní symboly a roku 2005 proběhl druhý sjezd rodáků, na němž došlo ke svěcení vlajky a znaku. Byl také vypracován a schválen první územní plán obce, proces jeho první změny byl zahájen v roce 2009. Téhož roku proběhla oslava výročí 85 let od založení sboru dobrovolných hasičů (SDH).

## Obyvatelstvo

### Struktura
Vývoj počtu obyvatel za celou obec i za jeho jednotlivé části uvádí tabulka níže, ve které se zobrazuje i příslušnost jednotlivých částí k obci či následné odtržení.
| Místní části   | Místní části  | 1869 | 1880 | 1890 | 1900 | 1910 | 1921 | 1930 | 1950 | 1961 | 1970 | 1980 | 1991 | 2001 | 2011 | 2021 |
| -------------- | ------------- | ---- | ---- | ---- | ---- | ---- | ---- | ---- | ---- | ---- | ---- | ---- | ---- | ---- | ---- | ---- |
| Počet obyvatel | část Seloutky | 437  | 462  | 496  | 505  | 563  | 558  | 529  | 521  | 543  | 518  | 462  | 411  | 430  | 495  | 508  |
| Počet domů     | část Seloutky | 68   | 81   | 89   | 90   | 101  | 103  | 112  | 124  | 134  | 139  | 133  | 150  | 151  | 173  | 182  |

## Obecní správa
Mezi lety 1869–1963 Seloutky byly obcí v okrese Prostějov. V letech 1964–1990 patřily jako část obce k Určicím a od 28. února 1990 jsou opět samostatnou obcí.

### Obecní symboly

#### Pečeť a razítka
Obecní pečeť pochází z roku 1688, má kulatý tvar s průměrem 37 mm, v opisu je uvedeno „PECET * DEDINI * SELITEK * 1688“. V pečetním poli jsou znázorněny tři révové štěpy, pod okřídlenou hlavou anděla a kosíř (vinohradnický nůž) překřížený kosou. Autor znaku převzal z pečeti symbol vinohradů – vinný hrozen se dvěma listy a překřížené kosy. Lilie symbolizuje kapli zasvěcenou Nanebevzetí Panny Marie, zlatá a červená barva jsou převzaty ze znaku Určic a Plumlova, pod které Seloutky v minulosti příslušely a také z erbu Lichtenštejnů, kteří obec po několik století vlastnili.
Na základě pečeti nechala obec v roce 1914 vyrobit razítko, které bylo dáno do používání 11. června 1914. Do roku 1914 používala obec oválné razítko s textem „Obec Seloutky“.

#### Znak a vlajka
Obecní zastupitelstvo posoudilo a schválilo na svém zasedání dne 13. března 2003 návrh obecních symbolů znaku a praporu, které vypracoval Lubomír Kaprál. Dne 17. března 2003 zaslalo Poslanecké sněmovně, výboru pro vědu, kulturu, mládež a tělovýchovu, podvýboru pro heraldiku a vexilologii, žádost o rozhodnutí udělit obci právo používat tyto symboly. Znak a vlajka byly obci uděleny rozhodnutím předsedy Poslanecké sněmovny Parlamentu České republiky dne 7. října 2003.
Popis znaku: Ve zlato-červeně děleném štítě nahoře zelený vinný hrozen se dvěma odkloněnými větévkami, každá se třemi úponky a svěšeným listem, dole dvě zkřížené přivrácené kosy bez kosišť hroty nahoru, pod nimi lilie, vše stříbrné.
Popis vlajky: List tvoří tři svislé pruhy, červený, žlutý a červený. V žerďovém pruhu dvě zkřížené přivrácené bílé kosy bez kosišť hroty nahoru, ve žlutém pruhu zelený vinný hrozen ve vlajícím pruhu bílá lilie. Poměr šířky k délce listu je 2:3.

#### Památný kalich
Renesanční kalich pochází z roku 1538, jinak je jeho původ neznámý. Kalich je ze stříbra a silně pozlacený. Je vysoký 21 cm, průměr číše má 10 cm a průměr podstavce 14 cm. Vrchní část číše je hladká, spodní nese tři medailony, do kterých jsou vryty dvě mužské a jedna ženská hlava. Kolem ženské hlavy je nápis „VDMIET x SUSANNA“, kolem první mužské hlavy „IMP x CES xx IULIUS“ a kolem druhé mužské hlavy „SALIMANIS xx 1538“. Ženské jméno by mohlo značit dárkyni, mužská jména představují Ferdinanda I. a sultána Solimana. Pohár je bohatě zdoben krásnými ornamentálními rytinami.

## Pomístní názvosloví
V obci dosud není úřední označení ulic. Oficiální pojmenování ulic by zřejmě zlepšilo orientaci zejména při doručování zásilek a při zásahu zdravotnické pomoci a záchranných složek. Dochovaly se přitom některé do dneška používané názvy a další částečně nebo úplně zapomenuté. Seloutky patří do oblasti Hané, mluví se zde hanácky a proto je názvosloví v hanáčtině. Potok pramenící ve Žlibku rozděluje obec na Dědinu a Trávník. Dalšími pomístními názvy jsou: Kopec, Beňátke, Kót, Vinohrade, Pohraničí, Betlémek, Plomlovská olečka, Na ostrůvko, Revír, Za kaplečkó, Olečka, O pomnika, Orčecká oleca, Na postym, Hominko, O vévoza, Na domamyslické.
Názvy polí, luk a pastvin zní: Béči lóka, Bózovce, Dlóčke, Čechovsky dile, Dlóhy dile, Dlóhy štvrtě, Dúlke, Jecemanke, Habeš, Harfa, Hornova lóka, Chalopnicky,Chmelnica, Chotibore, Klimkovo, Kopaninke, Kopce, Kozence, Krátky dile, Krátky štvrtě, Křivá, Lóke, Nive, Nad Šťastnym, Nad řádke, O borovice, O modryho křiža, O pastýřské bóde, Padělke, Rozomke, Seslovce, Seslovečke, Špice, Teniska, Trojhon, O pláničke, Vinohrade, Záblatí, Záhomení, Záolečí, Záhoří. Názvy lesů: Čahadla, Chlum, Kociánka, Křižovatke, Na Nivkách, Novinke, Přihon, Prostřední kopec, O bódy, O Meďáka, Véletni, Vlčí jáme, Kotouč. Dalšími názvy pak jsou: Žlibek, Stráň, Všetičkova skala, Špičákova skala, Kučerova studánka, Libušinka, Za Kalábovym, U hřiště, Fréd, O Jana, O Trojice.

## Pamětihodnosti

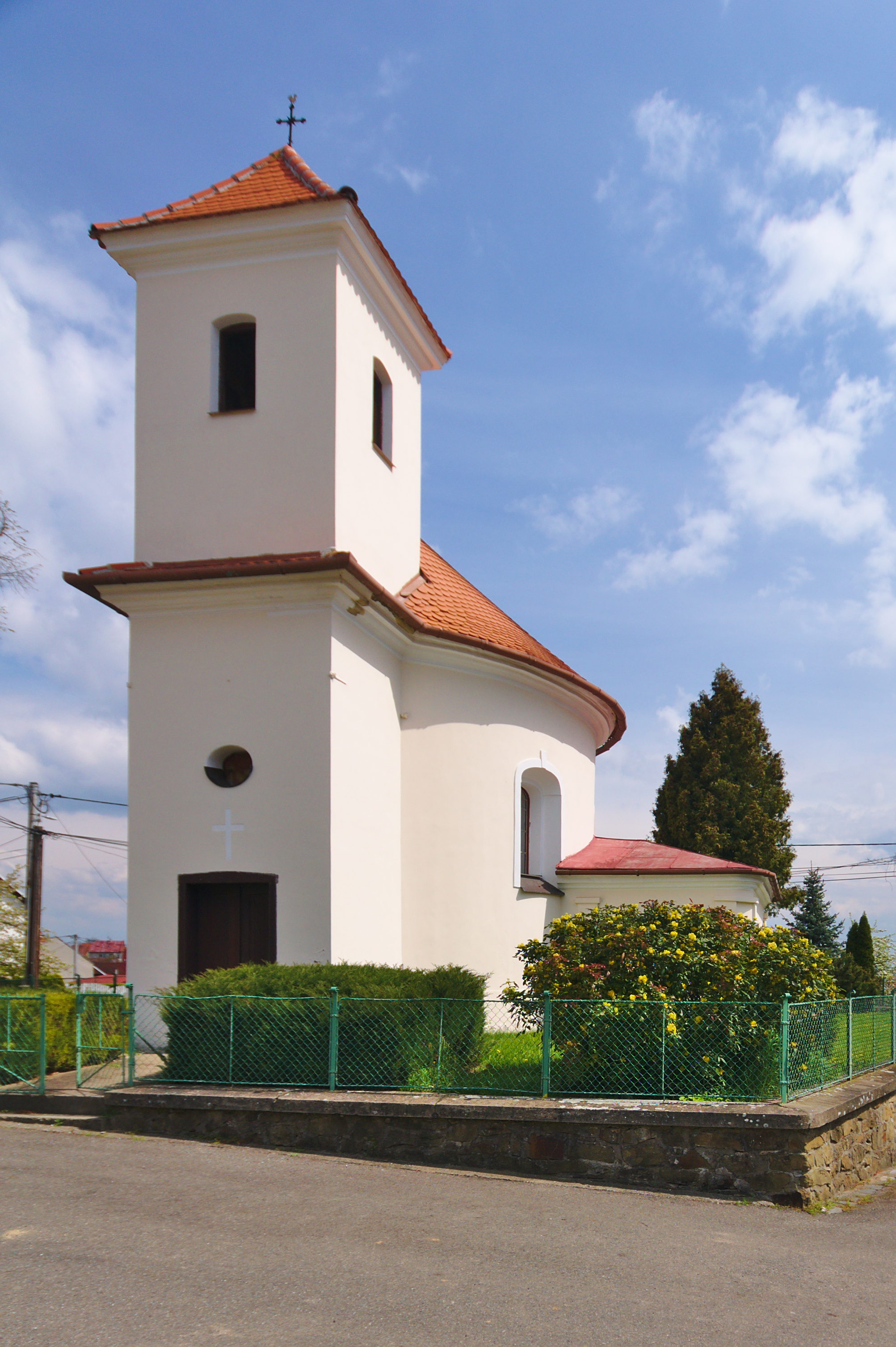
Kaple Nanebevzetí Panny Marie

- kaple Nanebevzetí Panny Marie z roku 1802
- kaple svatého Šebestiána ve Vinohradech z roku 1836
- kříž u silnice do Prostějova z roku 1794

## Fotogalerie

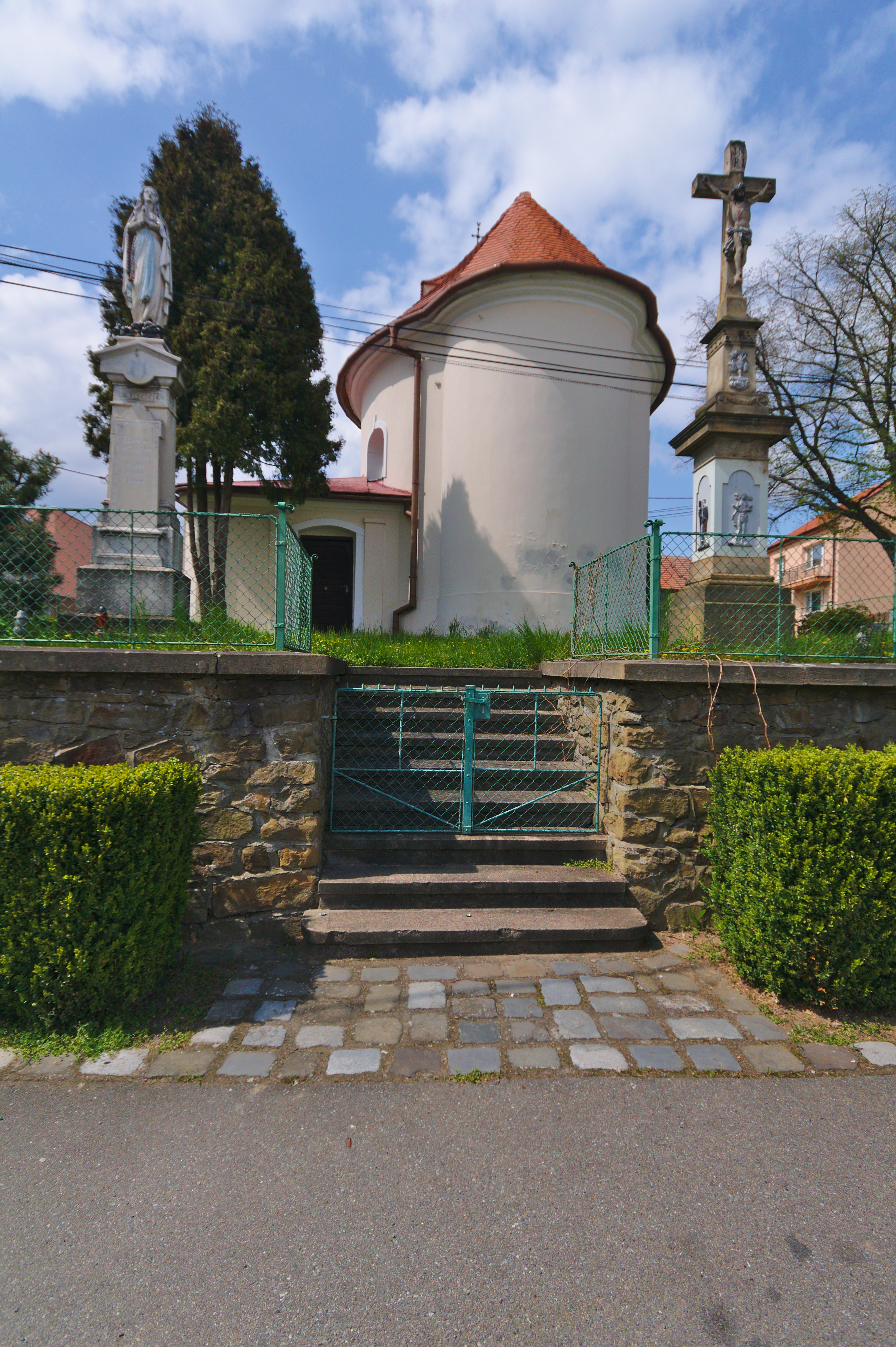
Kříž a socha Panny Marie za kaplí
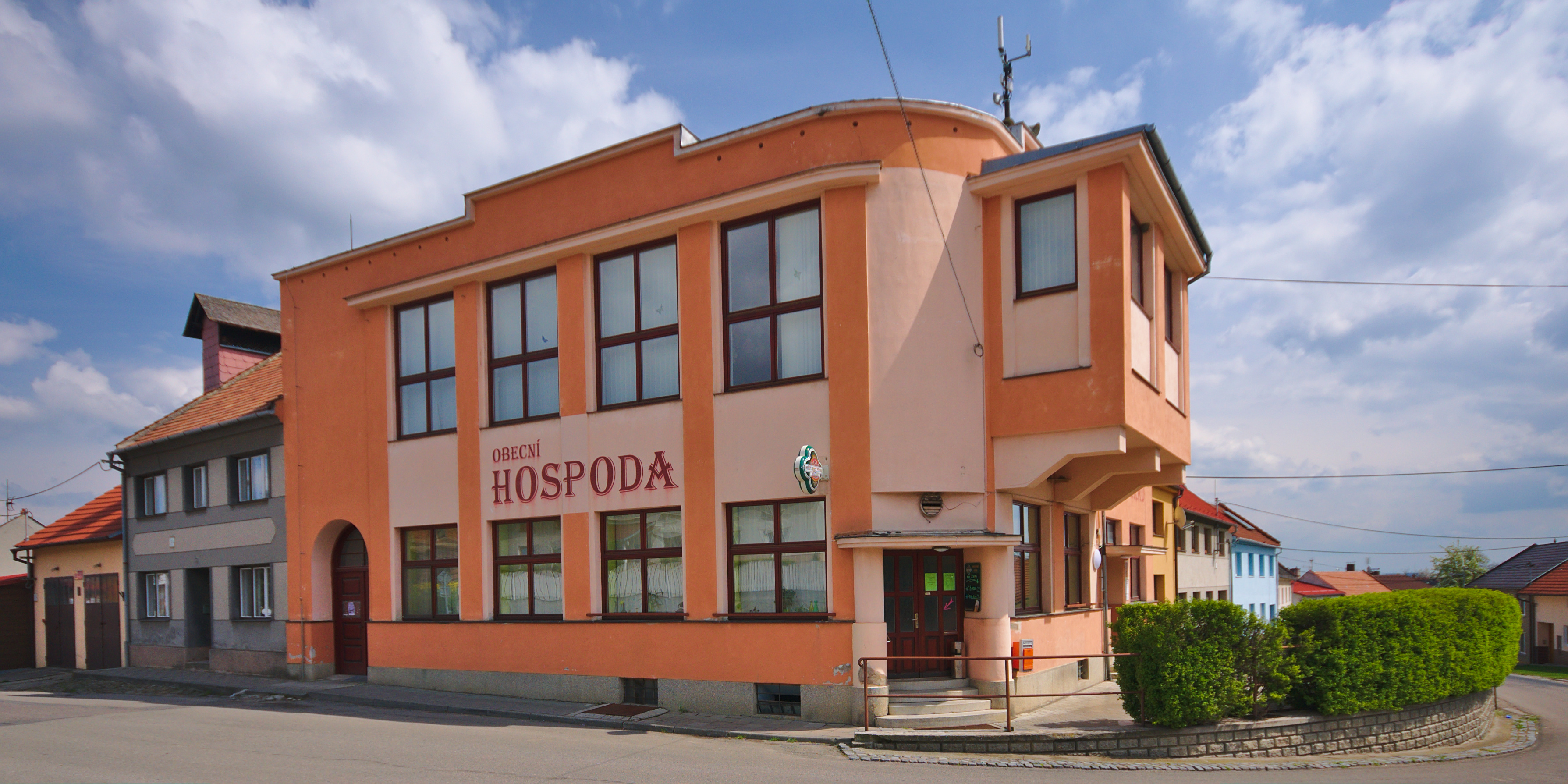
Obecní hospoda a hasičská zbrojnice na návsi
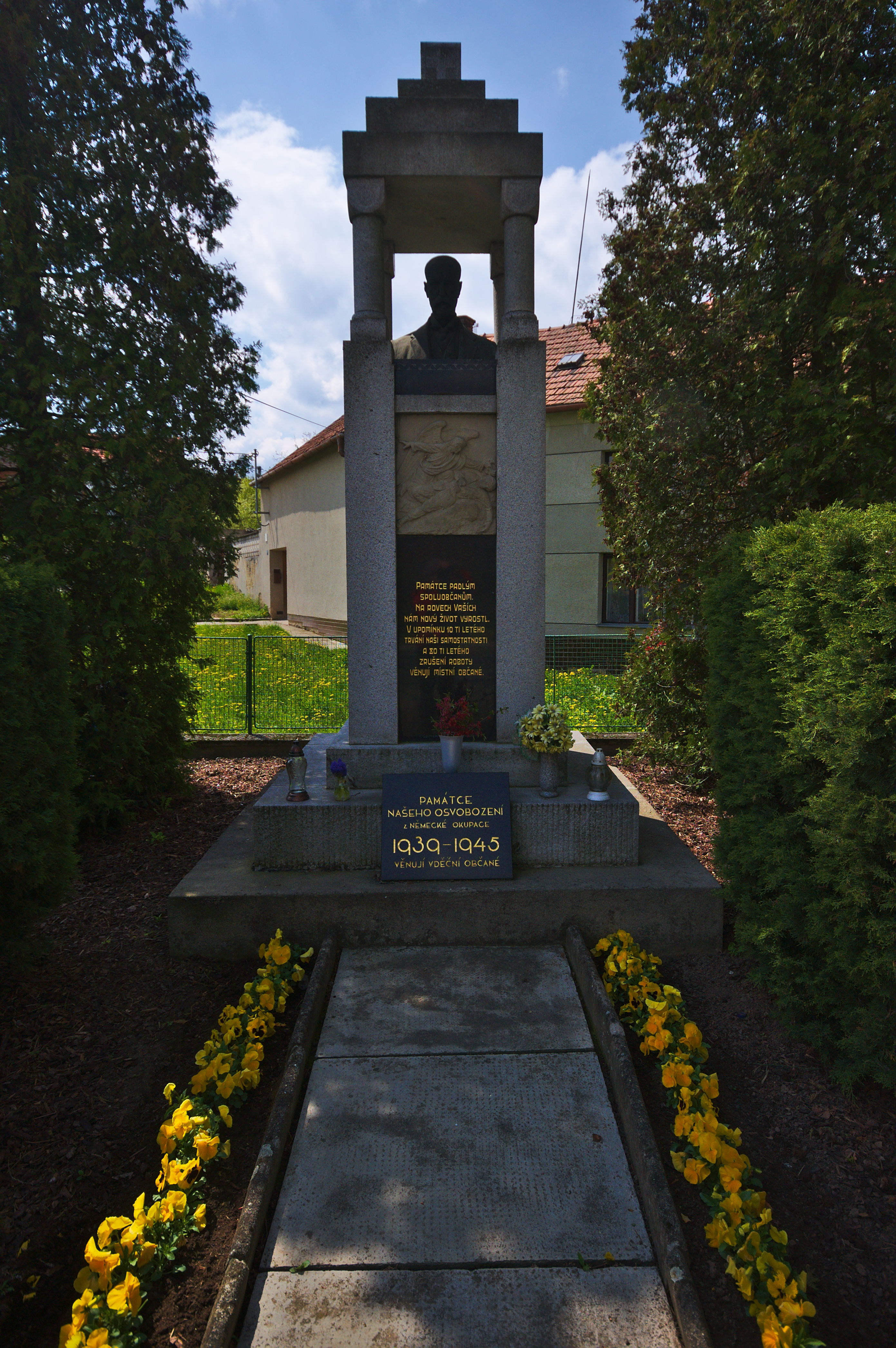
Památník padlým ve světových válkách
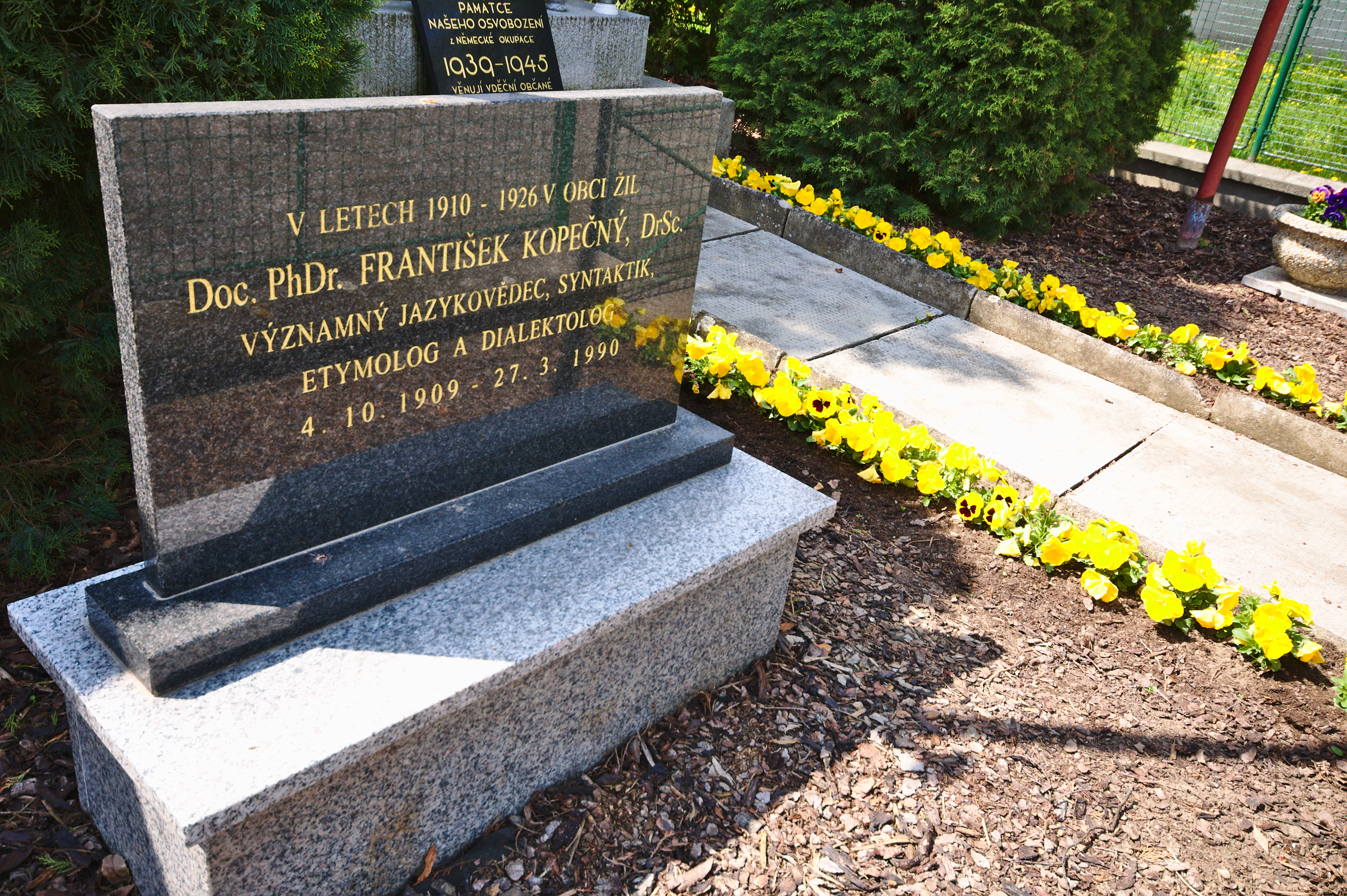
Památník Františku Kopečnému
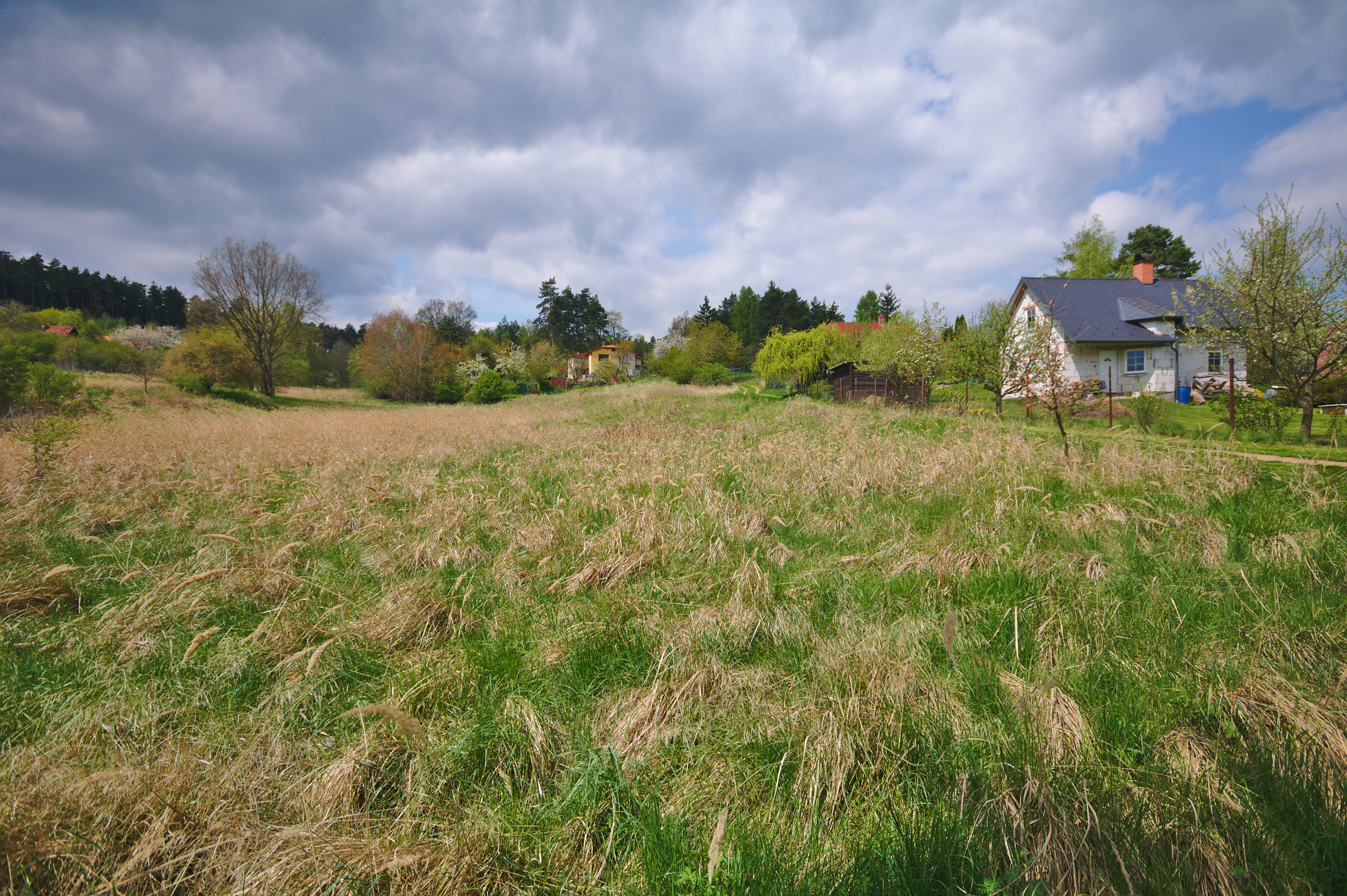
Západní část obce
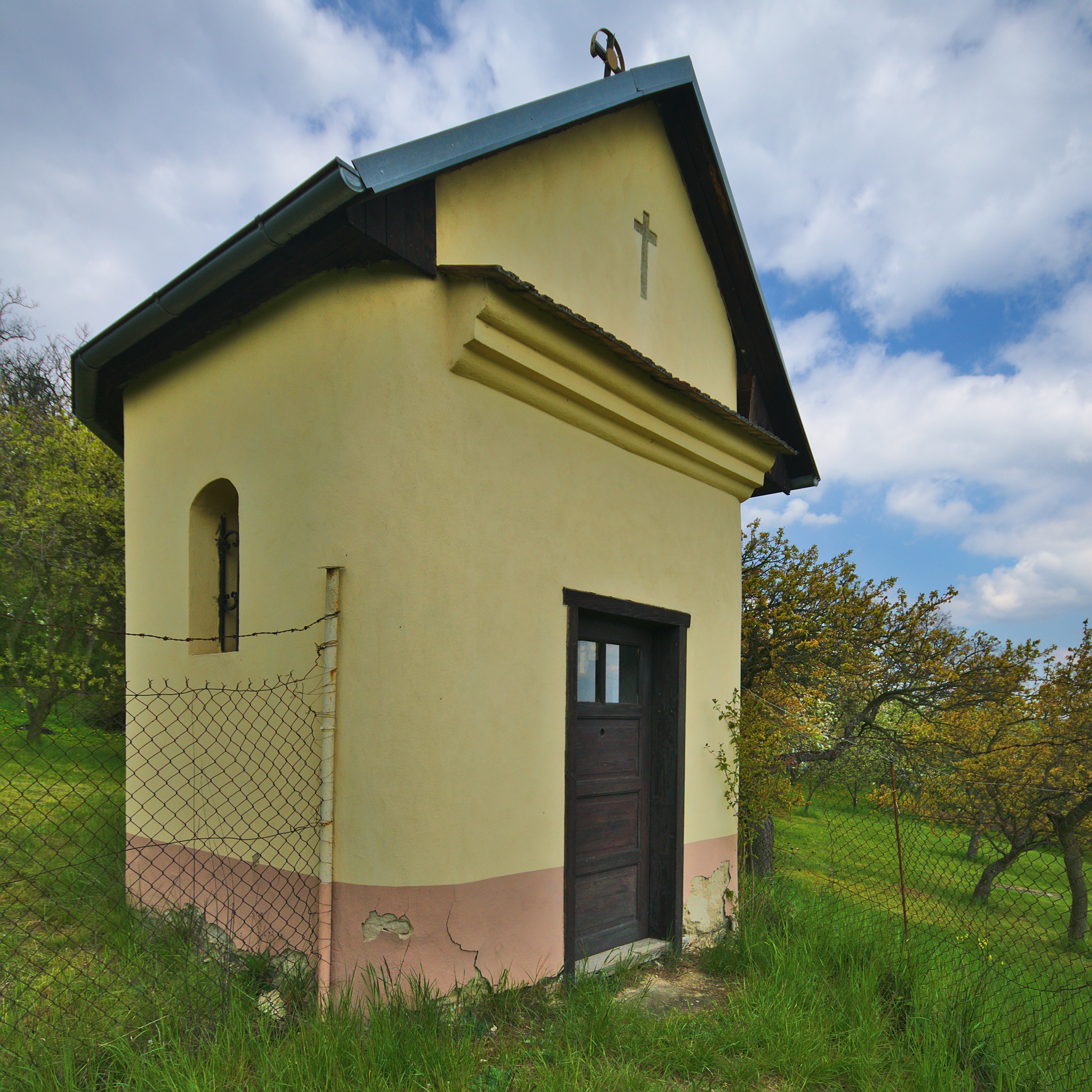
Kaple svatého Šebestiána nad obcí